# Ava.md
Ava.md este un site de știri, comentari și analize din Republica Moldova. 

## Prezentare
Acesta cuprinde informații în limbile rusă și română fiind și unul dintre cele mai populare portaluri de limba rusă. Acest portal se axeaza în principal pe prezentarea noutăților de pe întregul teritoriu al Republicii Moldova. 